# Милош Петровић (глумац)
Милош Петровић Тројпец (Београд, 22. јуна 1986) српски је позоришни, телевизијски и филмски глумац.

## Биографија
Милош Петровић је рођен 22. јуна 1986. у Београду, а одрастао је у Шумицама и на Чубури. Током школовања, променио је четири београдске гимназије, а на савет професорке српског језика и књижевности, изразио је жељу да упише студије глуме. Како се претходно није бавио глумом, три месеца пре матуре, кренуо је у позориште ДАДОВ. Услед неуспелог покушаја да упише ФДУ, Петровић је, након пријемног испита, примљен на Академију лепих уметности. Ту је дипломирао 2009, у класи Небојше Брадића и Андреја Шепетковског. Током студија, као и неколико година по њиховом окончању, Петровић је хонорарно радио као помоћник на грађевинским пословима. Такође, стекао је лиценцу фитнес тренера. Своју прву улогу остварио је у филму Шишање из 2010. Прву телевизијску улогу остварио је три године касније, када се у серији На путу за Монтевидео појавио као француски цариник. Године 2014, приступио је ансамблу Београдског драмског позоришта, где је остварио улоге у неколико представа. Петровић је свој први запаженији ангажман остварио у серији Сенке над Балканом, Драгана Бјелогрлића, у којој је тумачио улогу макроа Ставре. Нешто касније, Петровић је у серији Убице мог оца остварио улогу Ненада, телохранитеља певачице Бибе, чији лик тумачи Милена Васић Ражнатовић. У филму Јужни ветар из 2018, Петровић је такође играо једног од негативних ликова, шефа обезбеђења криминалца Голуба. У тој улози остварио се Небојша Глоговац, а филм Јужни ветар био је један од последњих у чијем је снимању учествовао.
Почетком 2020, од материјала из филма измонтиране су прве четири епизоде серије Јужни ветар. Нешто касније, Петровић се појавио и у серијама Клан и Тајкун, односно филму Хотел Београд. Од краја августа 2022. године појављује се у улози Тадије у серији У клинчу.

## Улоге

### Позоришне представе
| Наслов                               | Улога                                           | Редитељ              | Позориште                    | Премијера          |
| ------------------------------------ | ----------------------------------------------- | -------------------- | ---------------------------- | ------------------ |
| Лет изнад кукавичјег гнезда          | Ракли                                           | Жанко Томић          | Београдско драмско позориште | 5. новембар 2005.  |
| Мурлин, Мурло                        | Алексеј                                         | Небојша Брадић       | Београдско драмско позориште | 3. јул 2009.       |
| Луди од љубави                       | Мартин                                          | Катарина Вражалић    | Звездара театар              | 11. мај 2010.      |
| Кад су цветале тикве                 | Ивица Лепи, Сламник боксер, војник, болничар... | Бобан Скерлић        | Београдско драмско позориште | 24. мај 2014.      |
| Драга Јелена                         | Вића                                            | Миленија Стаменковић | Београдско драмско позориште | 17. новембар 2014. |
| Киклоп                               |                                                 | Небојша Брадић       |                              | 29. август 2015.   |
| Play Servantes - Међуигра у међуигри | Емир, црквењак, студент                         | Небојша Брадић       | Звездара театар              | 27. август 2016.   |
| Поморанџе за збогом                  | Свештеник Илија                                 | Ненад Гвозденовић    | Београдско драмско позориште | 20. фебруар 2017.  |
| Црна кутија                          | Мики                                            | Андреј Носов         | Београдско драмско позориште | 3. новембар 2017.  |
| Београдска трилогија                 | Милош                                           |                      | Дорћол Platz                 | 31. јануар 2019.   |
| Baal                                 | Др. Пилер                                       | Диего де Бреа        | Београдско драмско позориште | 27. фебруар 2021.  |
| Тихо тече Мисисипи                   | Романо                                          | Ивица Буљан          | Београдско драмско позориште | 6. април 2021.     |
| Дивље месо                           | Сивић                                           | Јагош Марковић       | Београдско драмско позориште | 24. април 2021.    |
| У раљама живота                      | Интелектуалац                                   | Андреј Носов         | Београдско драмско позориште | 23. октобар 2021.  |
| Заљубљени Шекспир                    | Фенимен                                         | Ана Томовић          | Београдско драмско позориште | 26. март 2022.     |
| Трамвај звани жеља                   | Стенли                                          | Ленка Удовички       | Београдско драмско позориште | 24. јун 2022.      |
| Идиот                                | Тоцки                                           | Ивица Буљан          | Београдско драмско позориште | 20. фебруар 2023.  |
| Џепови пуни камења                   | Чарли                                           | Ерол Кадић           | Театар Вук                   | 22. март 2025.     |

### Филмографија
|                   | 2010▼ | 2020▼ | Укупно |
| ----------------- | ----- | ----- | ------ |
| Дугометражни филм | 3     | 7     | 10     |
| ТВ филм           | 0     | 0     | 0      |
| ТВ серија         | 7     | 12    | 19     |
| Кратки филм       | 1     | 1     | 2      |
| Укупно            | 11    | 20    | 31     |

| Год.       | Назив                           | Улога                          |
| ---------- | ------------------------------- | ------------------------------ |
| 2010-е▲    |                                 |                                |
| 2010.      | Шишање                          | Урке                           |
| 2013.      | На путу за Монтевидео (серија)  | цариник                        |
| 2016.      | (кратки филм)                   |                                |
| 2016.      | Сумњива лица (серија)           | Ћелавац                        |
| 2017.      | Сенке над Балканом (серија)     | Ставра                         |
| 2017–2022. | Убице мог оца (серија)          | Ненад                          |
| 2018.      |                                 |                                |
| 2018.      | Јужни ветар                     | Суки, шеф Голубовог обезбеђења |
| 2018.      | Јутро ће променити све (серија) | Мартин бивши, Хамза            |
| 2018.      | Војна академија (серија)        | Калаш                          |
| 2019—2021. | Жигосани у рекету (серија)      | Абдула-Аки                     |
| 2020-е▲    |                                 |                                |
| 2020.      | Јужни ветар (серија)            | Суки, шеф Голубовог обезбеђења |
| 2020.      | Хотел Београд                   | лопов                          |
| 2020.      | Тајкун (серија)                 | Цига                           |
| 2020.      | Викенд са ћалетом               | Восак                          |
| 2020—2022. | Клан (серија)                   | Камилица                       |
| 2021.      | Дрим тим (серија)               | Словенац 1                     |
| 2021.      | Тајне винове лозе (серија)      | Мики                           |
| 2021.      | Викенд са ћалетом (серија)      | Восак                          |
| 2021.      | Певачица (серија)               | Полицајац Андрић               |
| 2021.      | Бранилац (серија)               | Затворски иследник             |
| 2021.      | Грозна деца                     | Ђоле                           |
| 2022.      | Чврсто на земљи (кратки филм)   |                                |
| 2022—2024. | У клинчу (серија)               | Тадија                         |
| 2023.      | Пад (серија)                    | Брат 1                         |
| 2023.      | Индиго кристал                  | Гоџи                           |
| 2023.      | Покидан                         | Столе                          |
| 2024.      | Стравично                       | Столе                          |
| 2025.      | Кафана на Балкану (серија)      | Столе                          |
| 2025.      | Саучесници                      | Инспектор Марковић             |
| 2025.      | Саучесници (серија)             | Инспектор Марковић             |